# 牛頭馬面
牛頭馬面，是佛教、道教及民間信仰中兩位陰間的神祇，形象分別是牛頭人身、馬頭人身，負責捉拿、帶領陽壽終了的亡魂到地府審判，即鬼差。一說為兩尊是負責把守地府中奈何橋的神明，生前犯罪的鬼魂通過，就推落橋下，讓橋下的毒蛇、怪獸吞噬。
牛頭馬面被認為是陰界神明（如東嶽大帝、閻羅王、城隍爺、地藏王菩薩）的部下。有些人會向祂們燒紙錢，希望祂們不要為難自己的祖先。

## 起源
牛頭馬面之中的「牛頭」鬼差，源於佛教《五苦章句經》與《鐵城泥犁經》，名為阿傍。《鐵城泥犁經》指出阿傍為牛頭人身的差役，作為獄卒向閻羅王稟告罪人生前罪行。在佛教中閻魔天即是牛頭人身，所以牛頭的由來也是自此。
「馬面」鬼差，通常認為來自《楞嚴經》：「牛頭獄卒、馬頭羅剎，手持槍矛，驅入城內，向無間獄。」

## 形象
牛头马面的形象如其名，是人身兽首。牛头马面的形象多见于古壁画以及寺庙雕像。

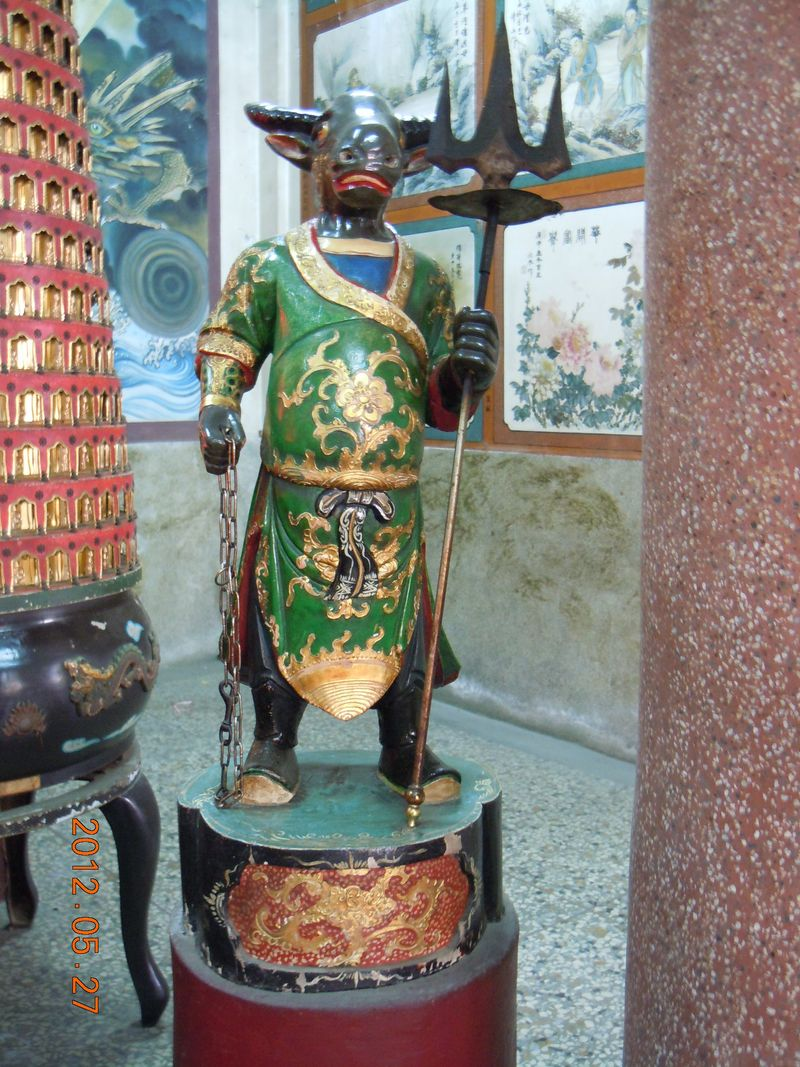
牛頭將軍（臺灣）
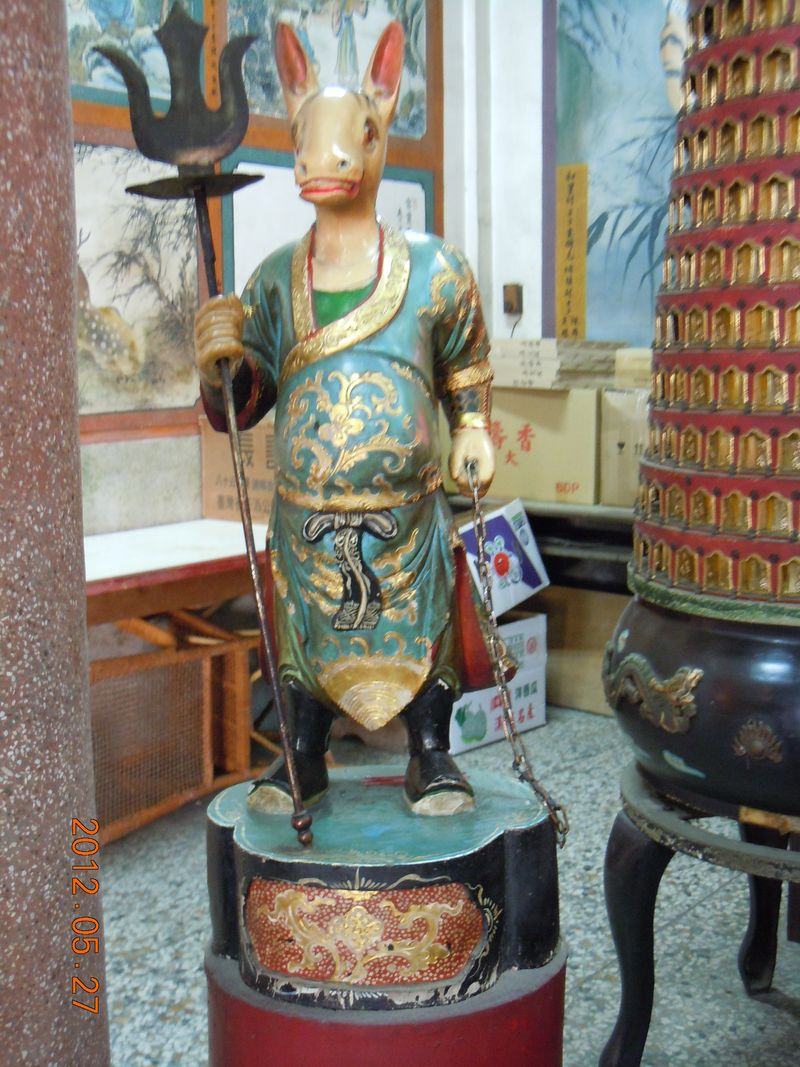
馬面將軍（臺灣）
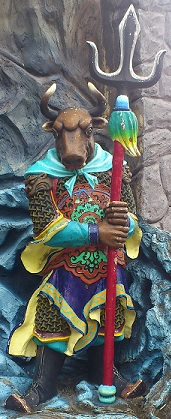
牛頭（新加坡）
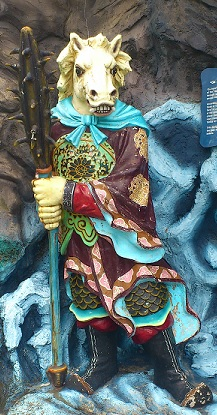
馬面（新加坡）
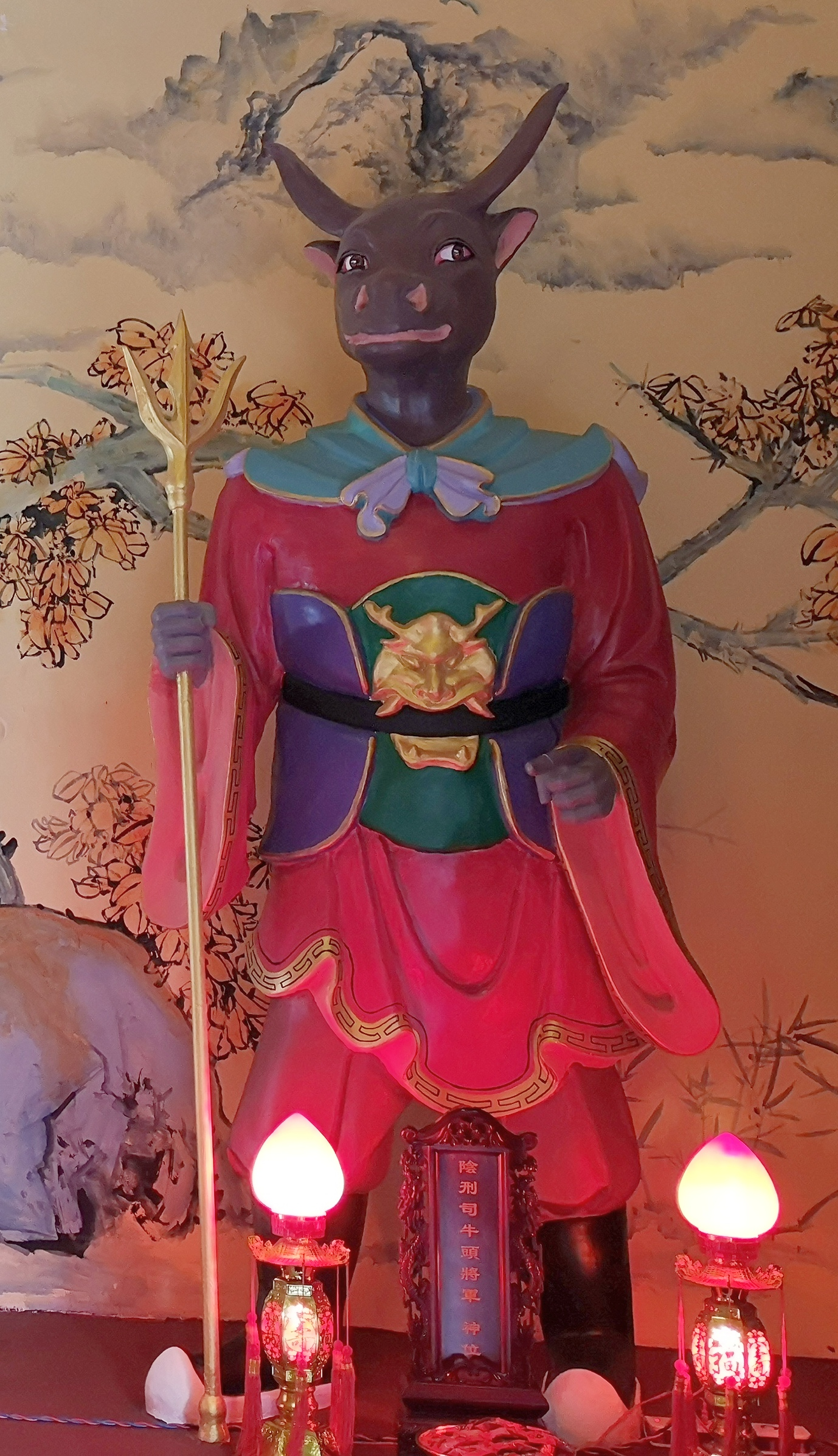
牛頭（重慶長壽菩提古鎮城隍廟）
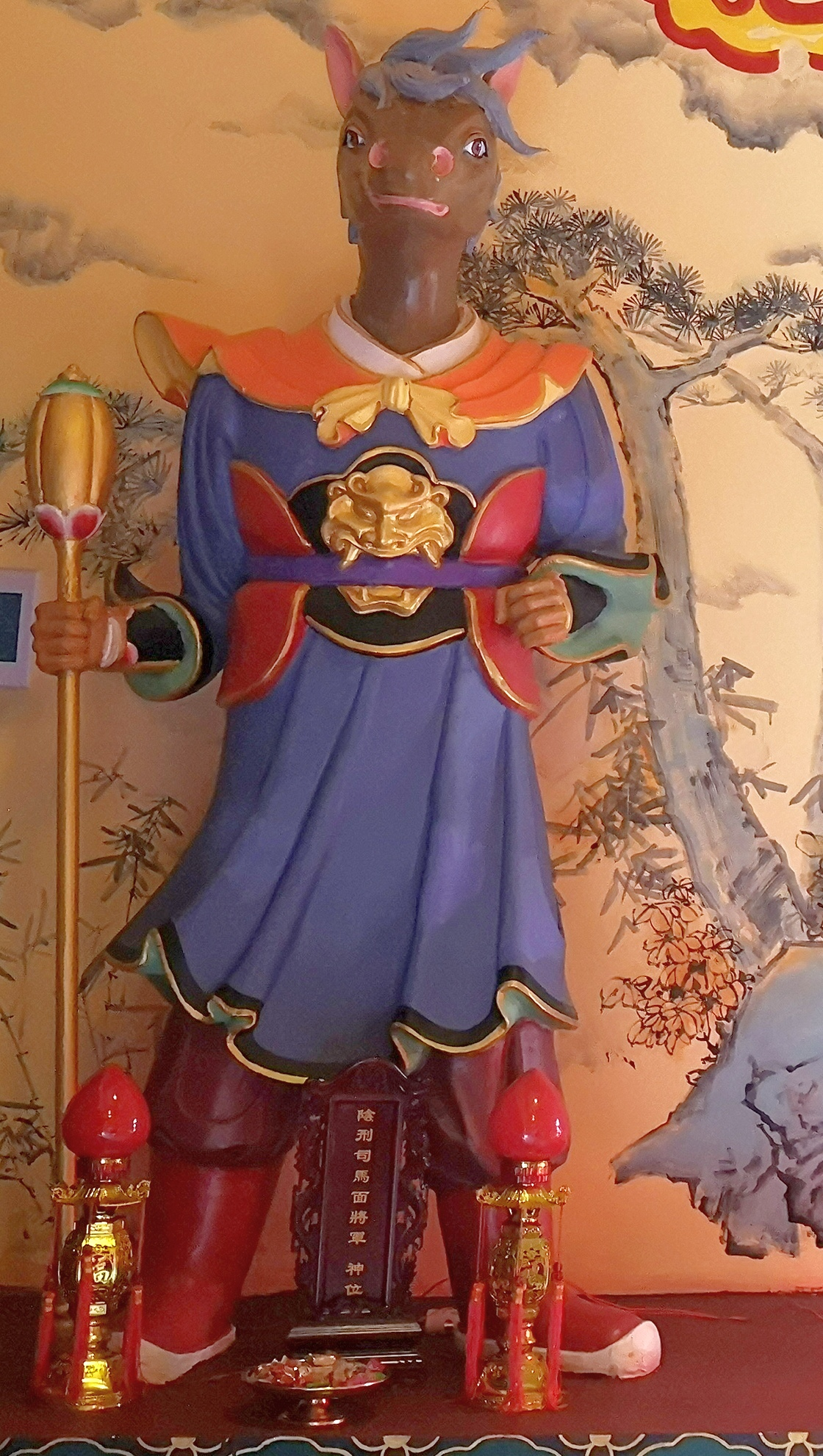
馬面（重慶長壽菩提古鎮城隍廟）